# Brandan Schieppati
Brandan Schieppati (Newport Beach, 3 agosto 1980) è un cantante statunitense, voce della metal band Bleeding Through.

## Biografia
Brandan è stato membro delle band Eighteen Visions, Throwdown e attualmente milita nei Bleeding Through. Si occupa anche di altri progetti coni Die, Die My Darling e con una cover band dei Misfits.
Schieppati è stato chitarrista per gli Eighteen Visions, pubblicando con loro gli album Lifeless (1998), No Time for Love (1999), Until the Ink Runs Out (2000) e Vanity (2002). Con i Throwdown ha invece pubblicato Beyond Repair (1999) e Drive Me Dead (2000), nuovamente come chitarrista.
Con i Bleeding Through ha fino ad oggi pubblicato gli album Dust to Ashes (2001), Portrait of the Goddess (2002), This Is Love, This Is Murderous (2003), The Truth (2006) e Declaration (2008).
Attualmente vive nell'Orange County con la moglie Nicole.

## Curiosità
- Brandan è stato giocatore della Major League Baseball nella squadra Montreal Expos (adesso Washington Nationals) dal periodo scolastico fino al 1998[1].